# Целль (Люцерн)
Целль (нем. Zell LU) — коммуна в Швейцарии, в кантоне Люцерн.
Входит в состав округа Виллизау. Население составляет 1938 человек (на 31 декабря 2006 года). Официальный код — 1150.